# Serranopeper

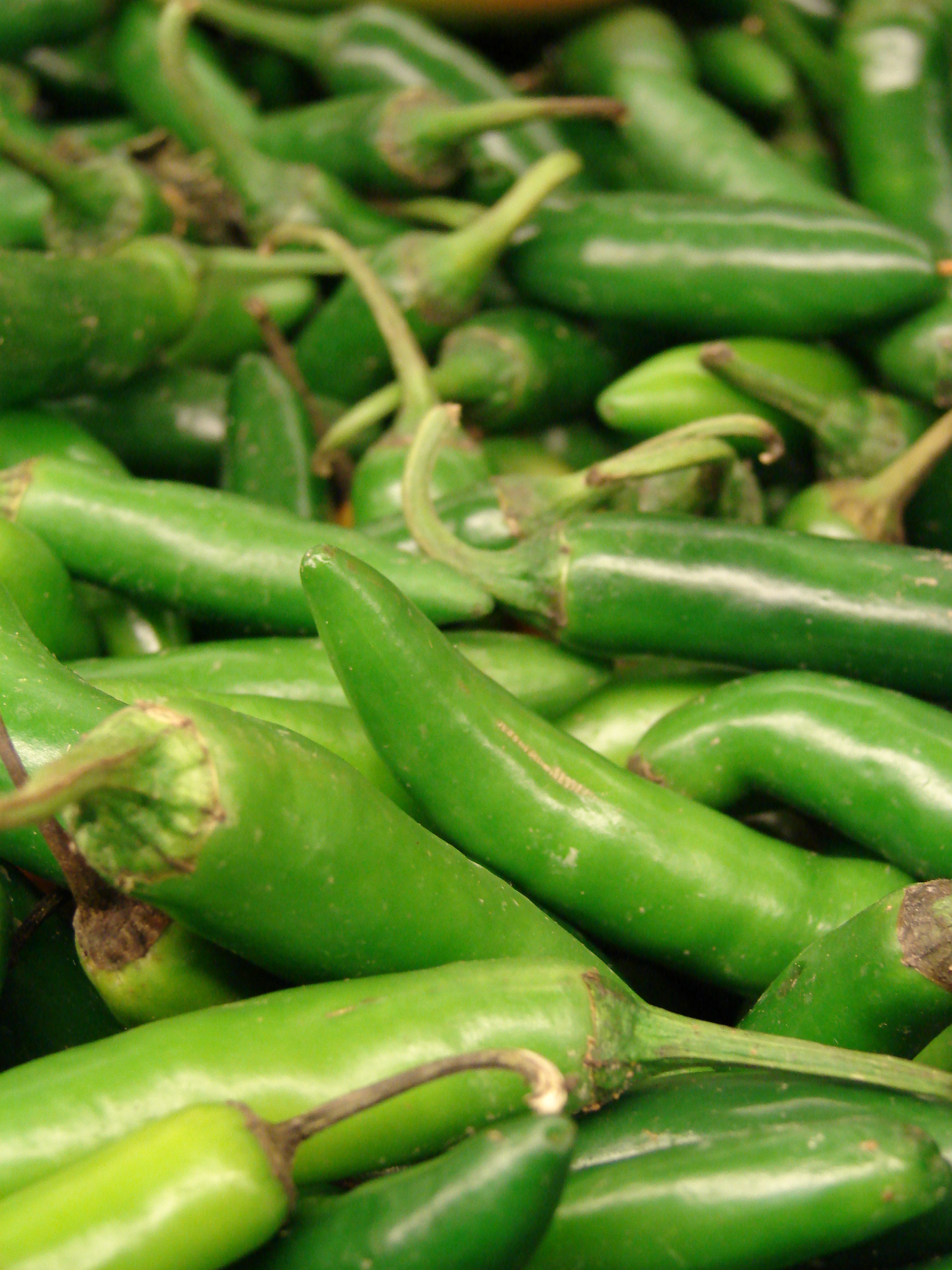
Capsicum annuum

 De serranopeper (Capsicum annuum) is een soort chilipeper afkomstig uit de bergstreken van de Mexicaanse staten Puebla en Hidalgo. De naam serrano is ontleend aan het Spaanse woord voor berg, sierra. 
De planten variëren in lengte van ongeveer een halve meter tot anderhalve meter. Eén plant kan een oogst van vijftig pepers opleveren. Rijpe serranopepers kunnen allerlei kleuren hebben: groen, rood, bruin, oranje of geel. Ze zijn knapperig en scherp van smaak, beduidend heter dan de vergelijkbare jalapeño. Een Mexicaans gerecht dat serranopeper bevat, is pico de gallo.